# Láncara
Láncara – miasto w Hiszpanii we wspólnocie autonomicznej Galicja w prowincji Lugo. Liczy ok. 3 tys. mieszkańców.